# Zephyranthes morrisclintii
Zephyranthes morrisclintii är en amaryllisväxtart som beskrevs av Hamilton Paul Traub och Thaddeus Monroe Howard. Zephyranthes morrisclintii ingår i släktet Zephyranthes och familjen amaryllisväxter. Inga underarter finns listade i Catalogue of Life.